# Vrápenec malý

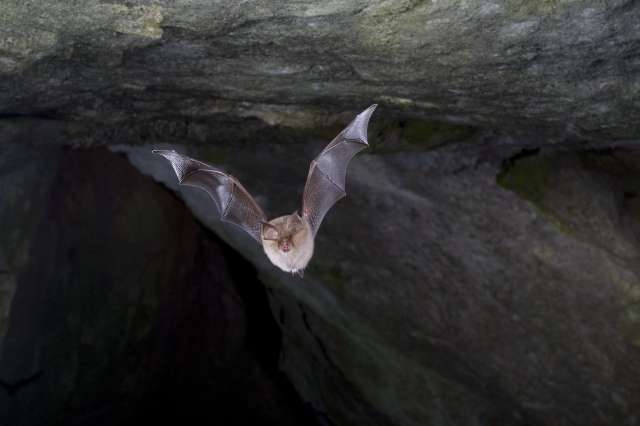
Vrápenec malý v letu

Vrápenec malý (Rhinolophus hipposideros) je kriticky ohrožený druh letounů ČR patřící mezi vrápence. Populace tohoto v minulosti hojného netopýra jsou v ČR na hranici rozšíření tohoto druhu a mnohé populace jsou navíc izolované od ostatních. Výrazný pokles početnosti je registrován po celé Evropě, Mezinárodní svaz ochrany přírody však považuje druh za málo dotčený.

## Popis
- Hmotnost: 3 až 9 g.
- Rozpětí křídel: 192 až 254 mm.
- Délka těla: 37 až 47 mm.
- Délka ocasu: 22 až 33 mm.
- Délka ušního boltce: 14,5 až 19 mm.
- Srst je šedobílá a na břiše světlejší.
- Na nose má nápadný blanitý výrůstek ve tvaru podkovy.
- Létací blána hnědočervené barvy.
- Mladí jedinci jsou tmavší.

## Rozšíření a početnost

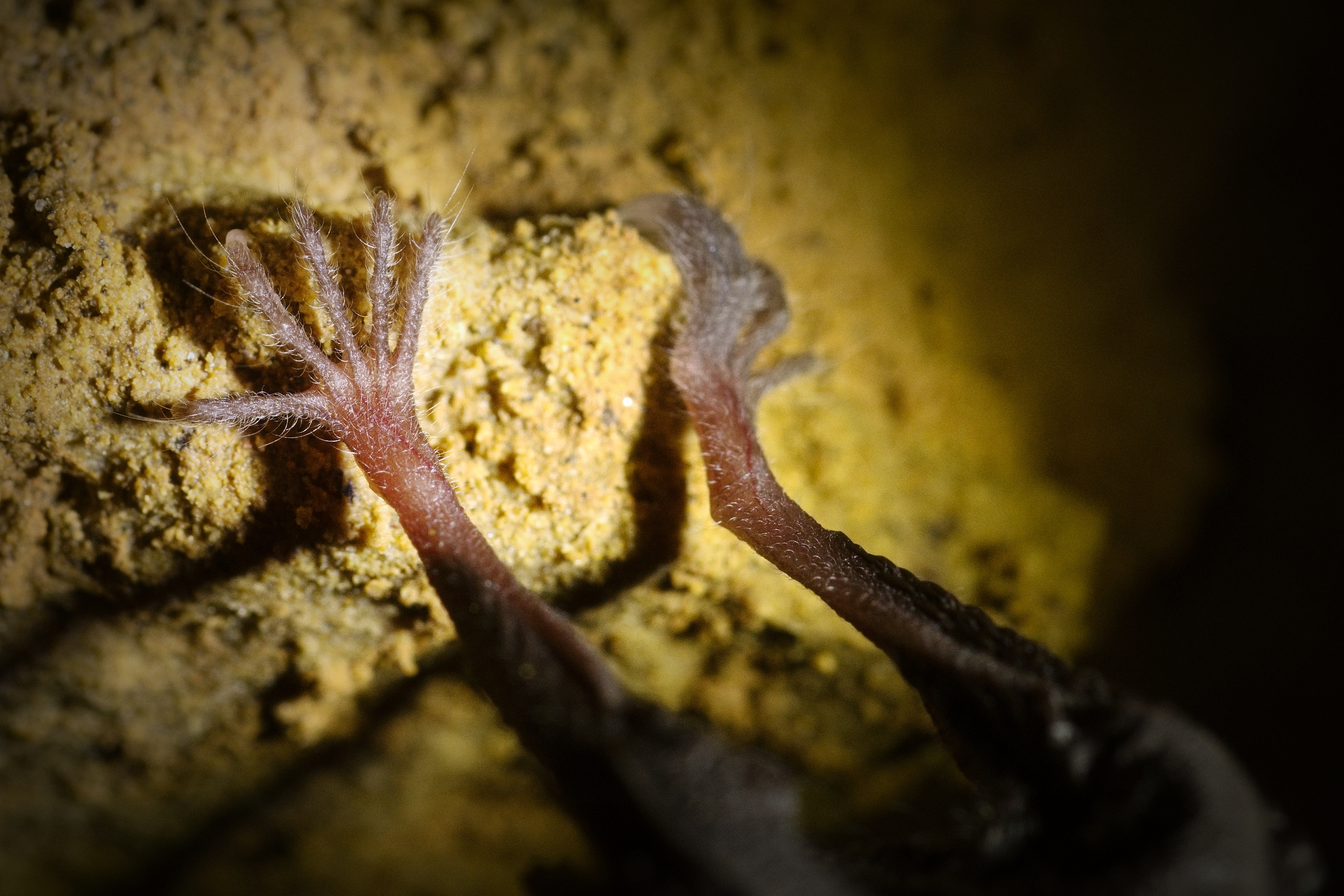
Noha vrápence malého v jeskyních Moravského krasu

Areál rozšíření vrápence malého zahrnuje jižní a střední Evropu, severní Afriku a zasahuje až do střední Asie. Ještě v roce 1980 byl považován v Československu za hojný druh.
Na území ČR dosahuje severní hranice rozšíření. Výskyt vrápence malého v ČR je vázán především na teplejší oblasti s dostatkem podzemních prostorů vhodných pro zimování a úkryt. Vyskytuje se zejména v nižších a středních polohách.

## Stanoviště
Původními letními úkryty vrápence malého byly krasové jeskyně, od středověku však začal využívat půdy budov, zejména zámků a kostelů. V zimním období vyhledává vrápenec malé jeskyně, štoly a sklepy. Zimuje v teplejších jeskynních prostorách s minimálním prouděním vzduchu a s teplotou 6 až 9,5 °C a téměř 100% vlhkostí. Zde zimuje zcela výhradně jednotlivě. Při zimování se zcela balí do létací blány a svým tvarem připomíná hrušky. Zimní spánek (hibernace) nastává zpravidla od října do dubna. Mezi úkryty přeletuje vrápenec malý pouze na krátké vzdálenosti; je to druh relativně stálý.

## Biologie
Letní kolonie jsou tvořeny zpravidla 10 až 150 dospělými samicemi. Vznikají od konce dubna a rozpadají se asi v polovině srpna. Samci žijí v létě samostatně a se samicemi se setkávají na podzim před začátkem zimování. Maximální věk vrápence malého, zjištěný na českém území, je 26 roků. Zimní úkryty jsou obsazovány od září do listopadu.

## Rozmnožování
Samci vrápence malého pohlavně dospívají koncem prvého roku života, samice obvykle až ve druhém roce. Páření probíhá obvykle na podzim a samice si uchovává po celou dobu zimování spermie ve své děloze v inaktivním stavu a k oplodnění vajíčka dochází až po ukončení zimního spánku. Mláďata (obvykle 1) se rodí koncem května až začátkem června a samice je zprvu nosí na břiše.

## Potrava
Hlavní část potravy vrápence malého tvoří noční motýli a dvoukřídlí.

## Hodnota druhu
Vrápenec malý se živí některými škodlivými druhy hmyzu, je proto užitečný.

## Ochrana
Příčinami rychlého poklesu početnosti je zejména rušení v letních a zimních úkrytech a jejich ubývání a pravděpodobně zvýšená chemizace životního prostředí insekticidy a zřejmě i globální klimatické změny.
Ochrana spočívá především v zajištění klidu na zimovištích a místech letních kolonií.